# Артха
Артха (деванагарі: अर्थ) — санскритський термін, що означає «ціль, причина, мотив, сенс, розуміння».
Термін «Артха» зазвичай позначає ідею багатства. В індуїзмі, артха є однією з чотирьох цілей життя, пурушартх. Артха розглядається як благородна ціль, якщо вона продиктована принципами ведичної моралі. Концепція артхи включає досягнення слави, отримання багатства і привілейованого становища в суспільстві. Це другий знизу рівень пурушартр, вищий за каму (фізична або емоціональна насолода), але нижчий за дхарму (праведне життя) і мокшу (спасіння, вивільнення, припинення циклу реінкарнацій).
Артха також є однією з дхарм (обов'язків) людини на третій стадії життя, стадії сімейного життя, протягом якої людина повинна накопичити якомога більше багатства, проте без жадоби, з ціллю підтримки своєї родини.